# Pfaff (entreprise)
Pour les articles homonymes, voir Pfaff.
Pfaff est un fabricant de machines à coudre appartenant au groupe SVP Worldwide, au même titre que Singer et Husqvarna Viking.
Les produits de cette marque se retrouvent aussi bien dans l'industrie de la couture que dans la sphère domestique.

## Histoire

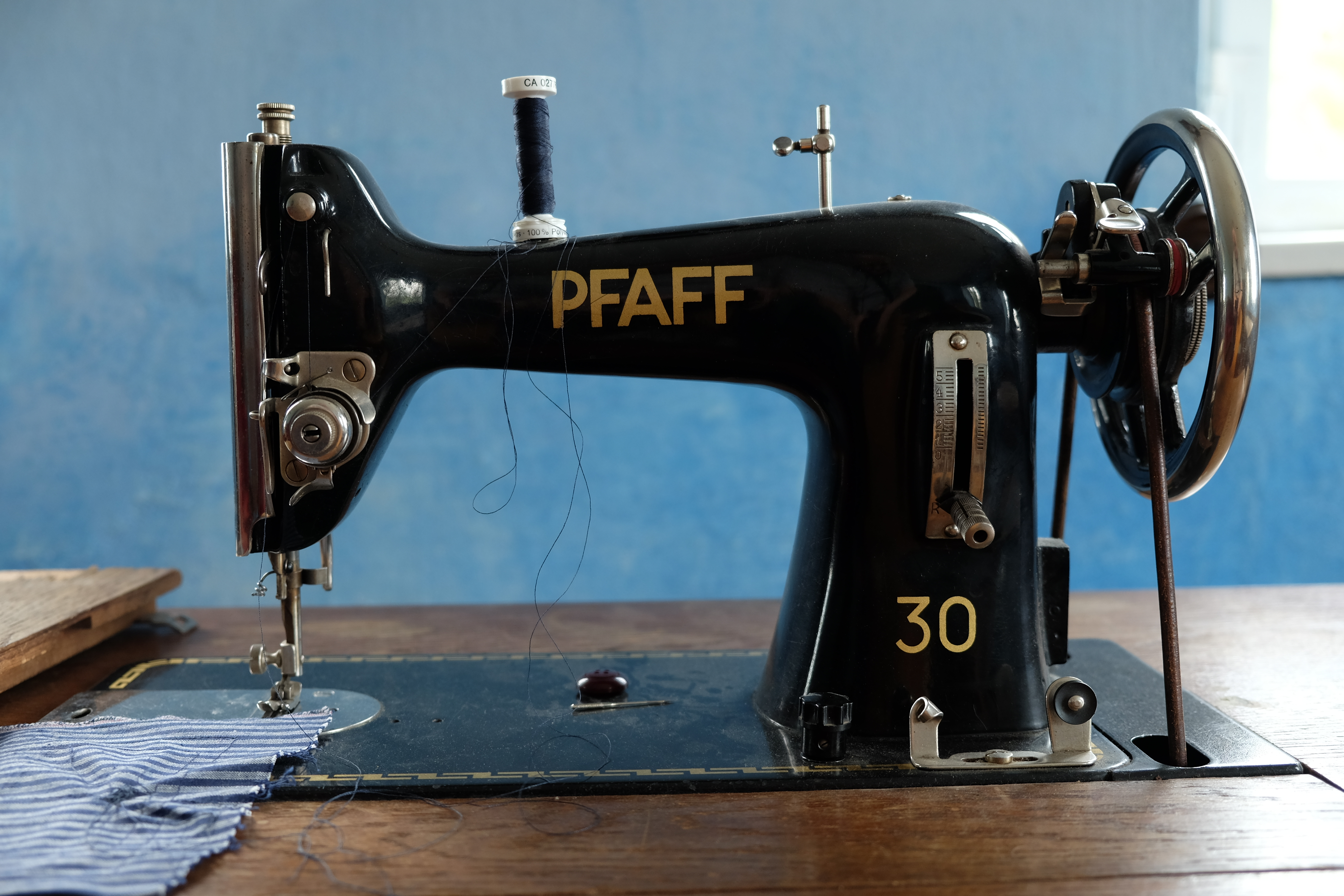
Machine à coudre Pfaff à entrainement par courroie.

Pfaff a été fondée à Kaiserslautern en Allemagne en 1862 par le fabricant d'instruments de musique Georg Michael Pfaff (1823-1893) qui réalise à la main la première machine Pfaff conçue pour coudre le cuir dans la fabrication de chaussures. Elle est actuellement exposée au musée des Sciences et de la Technologie de Munich.
En 1993, Pfaff est rachetée par International Semi Tech Microsystems, qui avait déjà racheté Singer quatre ans auparavant. Pfaff est ensuite revendue à Husqvarna Sewing Machines en 1999.

## Productions actuelles

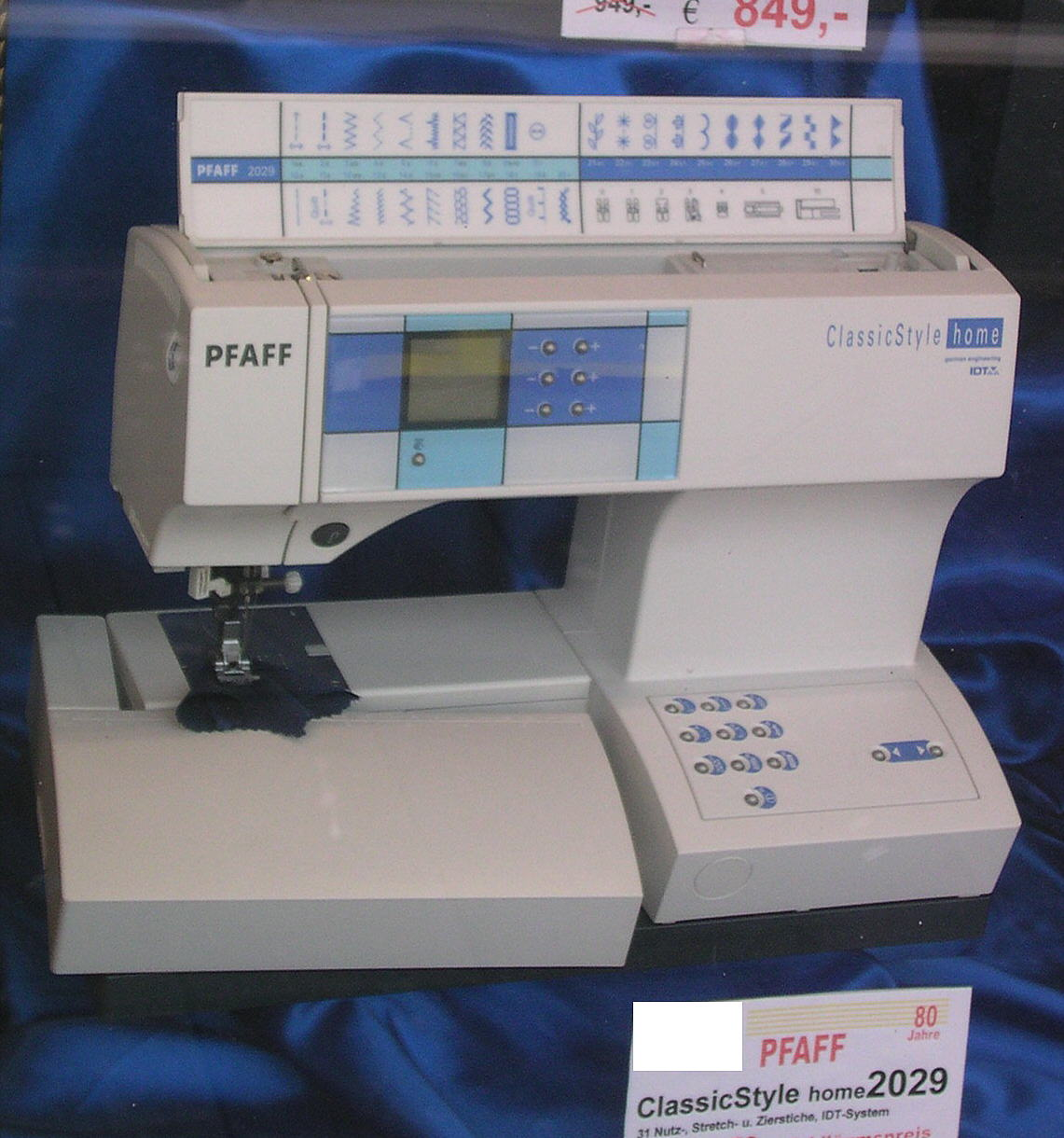
Machine à coudre électronique Pfaff.
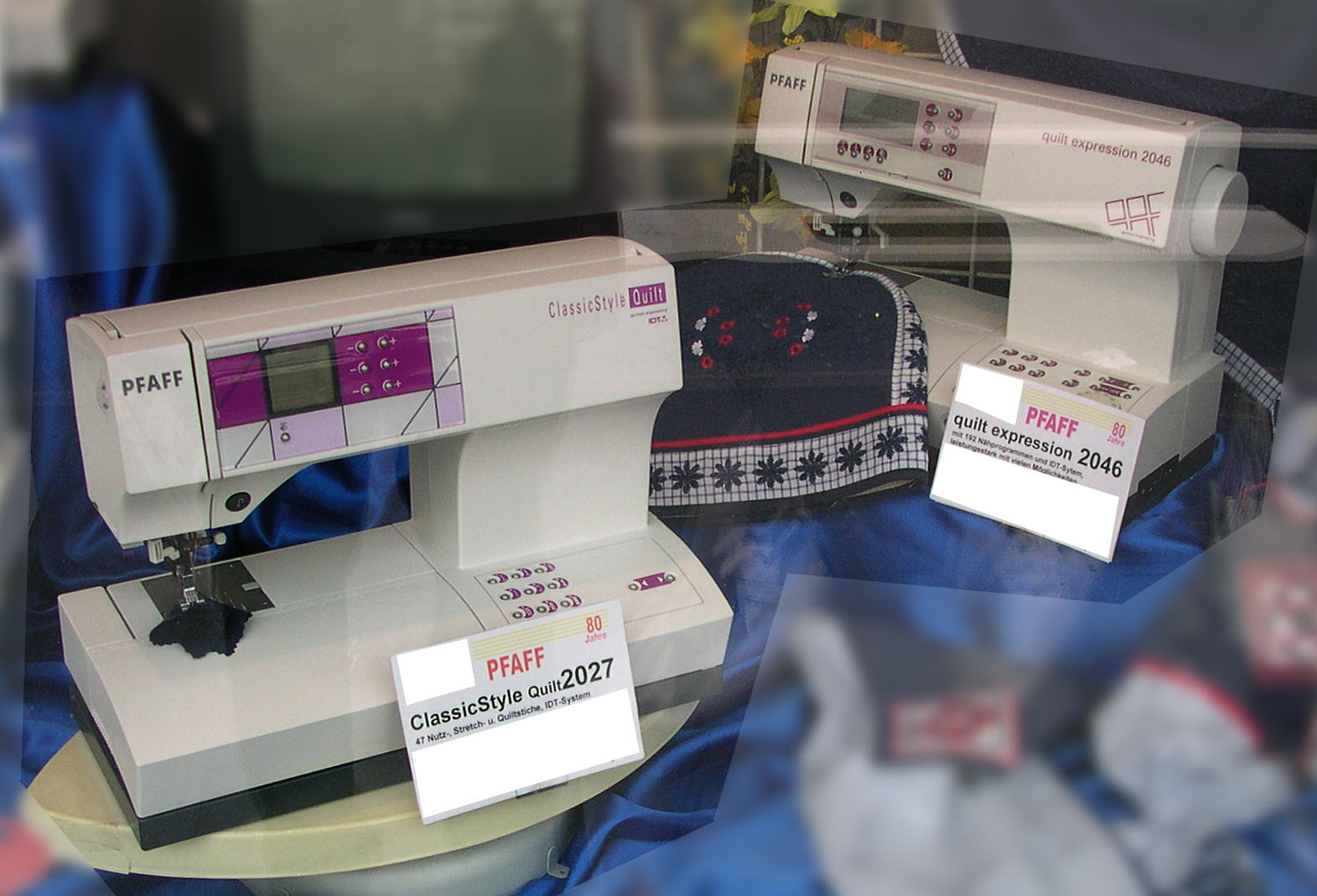
Machines à coudre électroniques Pfaff.
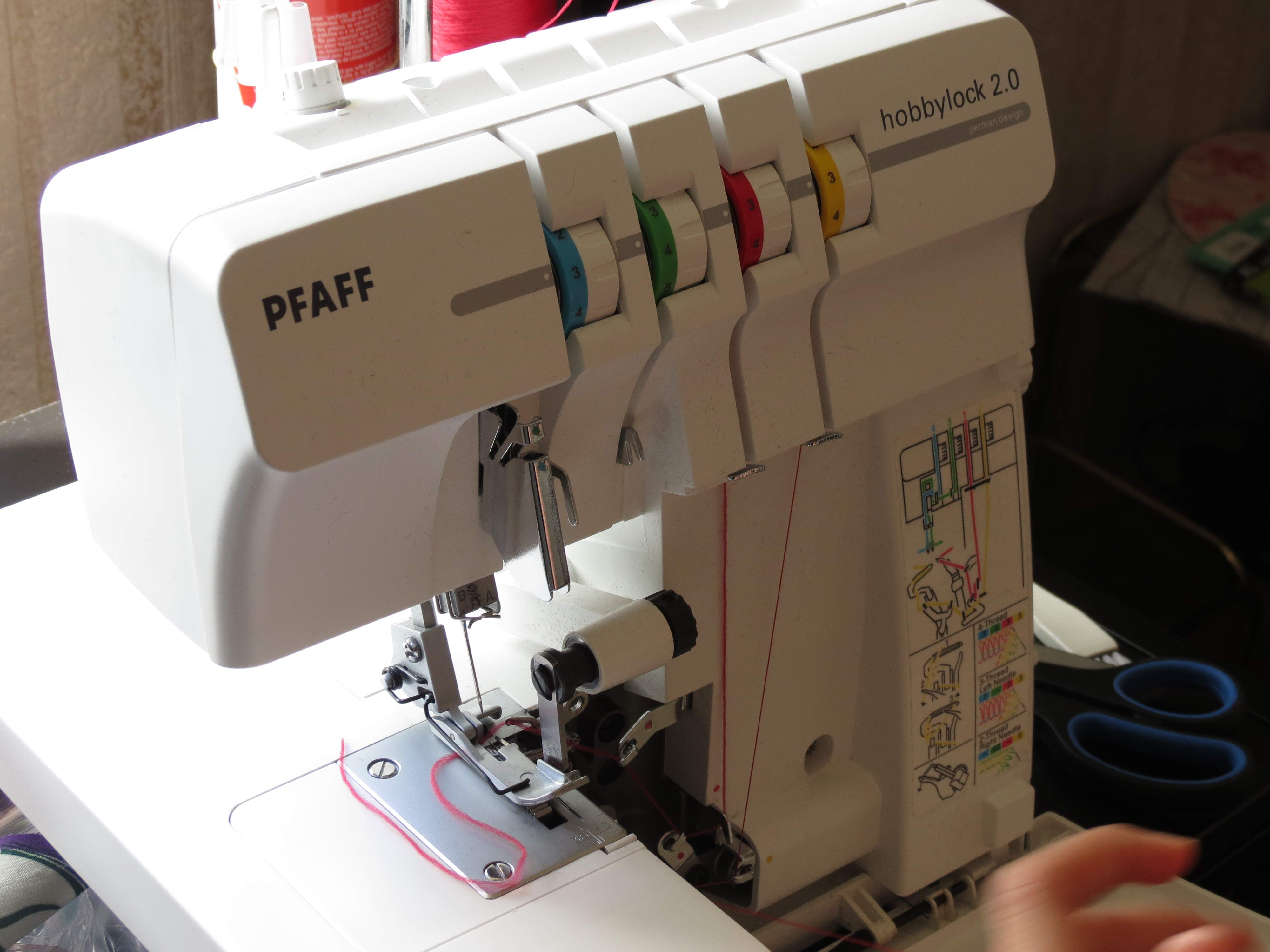
Surjeteuse Pfaff.